# Восточно-Казахстанский областной историко-краеведческий музей
Восточно-Казахстанский областной историко-краеведческий музей (каз. Шығыс Қазақстан облыстық тарихи – өлкетану мұражайы) — краеведческий музей в Усть-Каменогорске (Восточно-Казахстанская область, Казахстан). Один из старейших музеев Казахстана, открыт в 1915 году. Коллекция музея насчитывает более 148 тысяч экспонатов.

## История
Музей является одним из старейших в Казахстане. Он был образован при Народном доме в 1915 году. Начальная коллекция была собрана из отдельных коллекций местных краеведов. В 1939 году музей стал областным, но вплоть до 1946 года музей претерпел несколько закрытий и восстановлений. 10 ноября 1967 года музею было передано новое здание по улице Урицкого, 40 (ныне улица Кайсенова). К настоящему времени музей стал крупнейшим хранилищем памятников истории Восточного Казахстана с древнейших времен до современности. В советское время музей дважды признавался лучшим в стране. В 2012 году открылся филиал Музей памяти жертв политических репрессий. 

## Экспозиция
Общая площадь музея составляет 2516 м2, разделённая на 7 залов. Коллекция музея включает более 148 тысяч экспонатов, из которых около 10 тысяч находятся в залах. В экспозиции имеются следующие залы: природы, истории, археологии, этнографии, культуры древних кочевников Казахского Алтая, Великая Отечественная война, истории Усть-Каменогорска и, наконец, выставочные залы.
Зал природы отражает необычайное богатство Восточного-Казахстана. Естественно-научные коллекции характеризуют особенности природных богатств региона, в котором добываются почти все металлы таблицы Менделеева. Преставлены энтомологические, орнитологические, зоологические, минерологические, палеонтологические, ботанические коллекции, а также чучела птиц и млекопитающих.
Зал археологии представляет материалы многочисленных экспедиций, начиная с 1947 года. В залах хранятся сокровища древних курганов, обнаруженные известными археологами С. Черниковым, А. Максимовой, Ф. Арслановой, З. Самашевым. Здесь представлены бронзовый кинжал ХІІІ в. до н.э. с навершием в виде лошади, зеркала с руническими надписями ІХ-Х веков из Зевакинского могильника. В этнографической коллекции преставлены кобыз второй половины XIX в., тускииз, слитки ямбового серебра, мужская свадебная рубаха 1852 года, метрическая книга Усть-Каменогорск за 1821—1831 годы. 
В зале «Культура древних кочевников Казахстанского Алтая» можно увидеть красивейшие предметы из легендарных Берельских курганов, датируемых IV-III вв. до н.э. В зале истории Усть-Каменогорска ХVIII-XX веков находятся тульские самовары, часы швейцарских, немецких, российских мастеров, валдайские колокольчики, фарфоровая и фаянсовая посуда Гарднера и Кузнецова, венская мебель. Заключают экспозицию залы периода Великой Отечественной войны и зал современного периода.

## Деятельность музея
У музея есть два филиала — в селе Курчум  Курчумского района и в селе Улькен Нарын Катон-Карагайского  района. На основе материалов из фондов музея написано 10 монографий и 15 книг по природе и истории области, такие как «Физическая география Восточного Казахстана», «Красная книга Восточного Казахстана», «Душа и память народа», «Феномен Восточного Казахстана» и другие. С сентября 2021 года по январь 2022 года в Музее Фицуильяма при Кембриджском университете (Великобритания) проходила выставка «Золото Великой Степи».